# 24015 Pascalepinner
24015 Pascalepinner là một tiểu hành tinh vành đai chính với chu kỳ quỹ đạo là 1265.8571463 ngày (3.47 năm).
Nó được phát hiện ngày 9 tháng 9 năm 1999.